# Председништво СР Словеније
Председништво СР Словеније (словен. Predsedstvo Socialistične republike Slovenije) било је назив за шефа државе у Социјалистичкој Републици Словенији и Републици Словенији, од 1974. до 1991. године.
Иако је Словенија постала Република, још 1945. године, као и остале републике СФР Југославије није имала функцију председника Републике већ је функцију шефа државе обављао најпре председник Президијума Народне скупштине, од 1945. до 1953, а потом председник Народне скупштине, од 1953. до 1974. године. Уставом СР Словеније из 1974. уведено је Председништво СР Словеније по узору на Председништво СФРЈ, формирано јуна 1971. године. 
Усвајањем амандамана на Устав СР Словеније, 8. марта 1990. којим је из назива ове републике избачена реч „социјалистичка”, Председништво СР Словеније преименовано је у Председништво Републике Словеније. Укинуто је доношењем Устава Републике Словеније 23. децембра 1991, када је установљена функција председника Републике на коју је изабран дотадашњи председник Председништва Милан Кучан.
Председништво СР Словеније имало је 9 чланова — 7 које је бирала Скупштина и два по положају. У прво време мандат председника и чланова Председништва био је четири, а потом две године. У периоду од 1974. до 1991. на челу Председништва СР Словеније налазило се пет председника.

## Списак председника Председништва
| председништво       | број | име и презиме   | почетак мандата | крај мандата       | напомена |
| ------------------- | ---- | --------------- | --------------- | ------------------ | --- |
| 1 мандат 1974—1978. | 1    | Сергеј Крајгер  | 9. мај 1974.    | 9. мај 1978.       | |
| 2 мандат 1978—1982. | 1    | Сергеј Крајгер  | 9. мај 1978.    | 23. мај 1979.      | постао члан Председништва СФРЈ из Словеније                                                                            |
| 2 мандат 1978—1982. | 2    | Виктор Авбељ    | 23. мај 1979.   | 7. мај 1982.       | |
| 3 мандат 1982—1986. | 2    | Виктор Авбељ    | 7. мај 1982.    | 7. мај 1984.       | |
| 3 мандат 1982—1986. | 3    | Франце Попит    | 7. мај 1984.    | 7. мај 1986.       | |
| 4 мандат 1986—1990. | 3    | Франце Попит    | 7. мај 1986.    | 6. мај 1988.       | |
| 4 мандат 1986—1990. | 4    | Јанез Становник | 6. мај 1988.    | 10. мај 1990.      | |
| 5 мандат 1990—1991. | 5    | Милан Кучан     | 10. мај 1990.   | 23. децембар 1991. | изабран на вишепартијским изборима одржаним 8. и 22. априла 1990. функцију наставио као Председник Републике Словеније |

## Састав Председништва СР Словеније

### 1974—1978.
| Председништво СР Словеније изабрано 9. маја 1974. | Председништво СР Словеније изабрано 9. маја 1974. | Председништво СР Словеније изабрано 9. маја 1974. | Председништво СР Словеније изабрано 9. маја 1974. |
| члан                                              | име и презиме                                     | функција                                          | напомена                                          |
| ------------------------------------------------- | ------------------------------------------------- | ------------------------------------------------- | ------------------------------------------------- |
| Чланови које је изабрала Скупштина                |                                                   |                                                   |                                                   |
| 1                                                 | Сергеј Крајгер                                    | председник 1974—1978.                             |                                                   |
| 2                                                 | Антон Боле                                        | члан                                              |                                                   |
| 3                                                 | Јосип Видмар                                      | члан                                              |                                                   |
| 4                                                 | Јанез Випотник                                    | члан                                              |                                                   |
| 5                                                 | Аница Кухар                                       | члан                                              |                                                   |
| 6                                                 | Јоже Лончарич                                     | члан                                              |                                                   |
| 7                                                 | Вида Томшич                                       | члан                                              |                                                   |
| Чланови по положају                               |                                                   |                                                   |                                                   |
| 8                                                 | Франце Попит                                      | председник ЦК СК Словеније                        |                                                   |
| 9                                                 | Митја Рибичич                                     | председник РК ССРН Словеније                      |                                                   |

      Изабрани члан
      Члан по положају

### 1978—1982.
| Председништво СР Словеније изабрано 9. маја 1978. | Председништво СР Словеније изабрано 9. маја 1978. | Председништво СР Словеније изабрано 9. маја 1978. | Председништво СР Словеније изабрано 9. маја 1978.                               |
| члан                                              | име и презиме                                     | функција                                          | напомена                                                                        |
| ------------------------------------------------- | ------------------------------------------------- | ------------------------------------------------- | ------------------------------------------------------------------------------- |
| Чланови које је изабрала Скупштина                |                                                   |                                                   |                                                                                 |
| 1                                                 | Сергеј Крајгер                                    | председник 1978—1979.                             | члан до 15. маја 1979. када је изабран за члана Председништва СФРЈ из Словеније |
| 1                                                 | Стане Маркич                                      | члан                                              | за члана изабран 23. маја 1979.                                                 |
| 2                                                 | Виктор Авбељ                                      | члан и председник 1979—1982.                      |                                                                                 |
| 3                                                 | Антон Боле                                        | члан                                              |                                                                                 |
| 4                                                 | Маријан Брецељ                                    | члан                                              |                                                                                 |
| 5                                                 | Јосип Видмар                                      | члан                                              |                                                                                 |
| 6                                                 | Аница Кухар                                       | члан                                              |                                                                                 |
| 7                                                 | Вида Томшич                                       | члан                                              |                                                                                 |
| Чланови по положају                               |                                                   |                                                   |                                                                                 |
| 8                                                 | Франце Попит                                      | председник ЦК СК Словеније                        |                                                                                 |
| 9                                                 | Митја Рибичич                                     | председник РК ССРН Словеније                      |                                                                                 |

      Изабрани члан
      Члан по положају

### 1982—1986.
| Председништво СР Словеније изабрано 7. маја 1982. | Председништво СР Словеније изабрано 7. маја 1982. | Председништво СР Словеније изабрано 7. маја 1982. | Председништво СР Словеније изабрано 7. маја 1982. |
| члан                                              | име и презиме                                     | функција                                          | напомена                                          |
| ------------------------------------------------- | ------------------------------------------------- | ------------------------------------------------- | ------------------------------------------------- |
| Чланови које је изабрала Скупштина                |                                                   |                                                   |                                                   |
| 1                                                 | Виктор Авбељ                                      | председник 1982—1984.                             | члан до 7. маја 1984.                             |
| 1                                                 | Јанез Становник                                   | члан                                              | за члана изабран 7. маја 1984.                    |
| 2                                                 | Франце Попит                                      | члан и председник 1984—1986.                      |                                                   |
| 3                                                 | Алојз Бршки                                       | члан                                              |                                                   |
| 4                                                 | Мајда Гашпари                                     | члан                                              |                                                   |
| 5                                                 | Стане Маркич                                      | члан                                              |                                                   |
| 6                                                 | Зоран Полич                                       | члан                                              |                                                   |
| 7                                                 | Франце Штиглиц                                    | члан                                              |                                                   |
| Чланови по положају                               |                                                   |                                                   |                                                   |
| 8                                                 | Андреј Маринц                                     | председник Председништва ЦК СК Словеније          |                                                   |
| 9                                                 | Франце Шетинц                                     | председник Председништва РК ССРН Словеније        |                                                   |

      Изабрани члан
      Члан по положају

### 1986—1990.
| Председништво СР Словеније изабрано 7. маја 1986. | Председништво СР Словеније изабрано 7. маја 1986. | Председништво СР Словеније изабрано 7. маја 1986. | Председништво СР Словеније изабрано 7. маја 1986.               |
| члан                                              | име и презиме                                     | функција                                          | напомена                                                        |
| ------------------------------------------------- | ------------------------------------------------- | ------------------------------------------------- | --------------------------------------------------------------- |
| Чланови које је изабрала Скупштина                |                                                   |                                                   |                                                                 |
| 1                                                 | Франце Попит                                      | председник 1986—1988.                             | члан до 6. маја 1988.                                           |
| 1                                                 | Јанко Плетерски                                   | члан                                              | за члана изабран 6. маја 1988.                                  |
| 2                                                 | Јанез Становник                                   | члан и председник 1988—1990.                      |                                                                 |
| 3                                                 | Алојз Бришки                                      | члан                                              |                                                                 |
| 4                                                 | Мајда Гашпари                                     | члан                                              |                                                                 |
| 5                                                 | Борис Мајер                                       | члан                                              | члан до новембра 1988.                                          |
| 5                                                 | Иван Рибникар                                     | члан                                              | за члана изабран новембра 1988.                                 |
| 6                                                 | Андреј Маринц                                     | члан                                              |                                                                 |
| 7                                                 | Иво Фабинц                                        | члан                                              |                                                                 |
| Чланови по положају                               |                                                   |                                                   |                                                                 |
| 8                                                 | Андреј Маринц                                     | председник Председништва ЦК СК Словеније          | чланови по положају су искључени из састава Председништва 1989. |
| 9                                                 | Франце Шетинц                                     | председник Председништва РК ССРН Словеније        | чланови по положају су искључени из састава Председништва 1989. |

      Изабрани члан
      Члан по положају

### 1990—1991.
Пето и последње Председништво Републике Словеније, изабрано је 10. маја 1990. на осонову резултата на непосредним вишепартијским изборима одржаним 22. априла 1990. године. У првом кругу избора за председника Председништва, оджраном 8. априла, учествовала су четири кандидата — Марко Дешмар, Иван Крамбергер, Милан Кучан и Јоже Пучник. Како у првом кругу ниједан кандидат није освојио више од половине гласова, у други круг, који је одржан 22. априла 1990, ушли су Милан Кучан, кандидат реформисаног Савеза комуниста (СКС-СДР) и Јоже Пучник, кандидат опозиционе коалиције ДЕМОС. Кучан је победио у другом кругу са освојених 58,5% гласова.
Упоредо са изборима са председничким и парламентраним (одржани по старом систему за сва три већа Скупштине Словеније), одржани су и избори за чланове Председништва, на којима је учествовало 12 кандидата.
| Председништво Републике Словеније изабрано 10. маја 1990. | Председништво Републике Словеније изабрано 10. маја 1990. | Председништво Републике Словеније изабрано 10. маја 1990. | Председништво Републике Словеније изабрано 10. маја 1990. | Председништво Републике Словеније изабрано 10. маја 1990. |
| члан                                                      | име и презиме                                             | странка                                                   | функција                                                  | напомена                                                  |
| --------------------------------------------------------- | --------------------------------------------------------- | --------------------------------------------------------- | --------------------------------------------------------- | --------------------------------------------------------- |
| 1                                                         | Милан Кучан                                               | СКС-СДР                                                   | председник 1990—1991.                                     |                                                           |
| 2                                                         | Цирил Злобец                                              | ССРНС                                                     | члан                                                      |                                                           |
| 3                                                         | Матјаж Кмецл                                              | СКС-СДР                                                   | члан                                                      |                                                           |
| 4                                                         | Иван Оман                                                 | ДЕМОС                                                     | члан                                                      |                                                           |
| 5                                                         | Душан Плут                                                | ДЕМОС                                                     | члан                                                      |                                                           |